# جون تيبار
جون تيبار جورج (مواليد 1 يناير 2000)، هو لاعب كرة قدم تنزاني يلعب كلاعب وسط.

## روابط خارجية
جون تيبار على موقع قاعدة بيانات كرة القدم.إي يو (الإنجليزية)

لا توجد روابط لمواقع التواصل الاجتماعي.